# ミルコ・ヴチニッチ
ミルコ・ヴチニッチ（セルビア語: Мирко Вучинић, 英語: Mirko Vučinić, 1983年10月1日 - ）は、ユーゴスラビア（現モンテネグロ）・ニクシッチ出身の元サッカー選手。元モンテネグロ代表。ポジションはフォワード。

## 経歴

### クラブ
地元クラブでプレーしていた2000年、当時USレッチェのスポーツディレクターだったパンタレオ・コルヴィーノにスカウトされレッチェに入団。2004年にズデネク・ゼーマンがレッチェの監督に就任すると次第にレギュラーで起用されるようになり、2004-05シーズンは29試合で19ゴールを挙げセリエA得点王争いで5位につけるなど才能を開花させる（得点王は24得点を挙げたクリスティアーノ・ルカレッリ）。しかし翌2005-06シーズンは怪我で出遅れ、31試合で9ゴールに終わる。
2006 FIFAワールドカップではセルビア・モンテネグロ代表に選出されるも、怪我のため離脱した。
2006年6月21日にASローマにレンタル移籍すると、UEFAチャンピオンズリーグ決勝トーナメント準々決勝のマンチェスター・ユナイテッドFC戦でゴールを決めるなど頭角を表し、シーズン終了後に移籍金750万ユーロでローマに移籍（レッチェとの共同保有）。シーズン当初は左のウインガーとしてプレーしていたが、フランチェスコ・トッティが怪我で長期離脱するとワントップのセンターフォワードとして起用される。するとUEFAチャンピオンズリーグではスポルティングCP戦で決勝ゴールを決めるなど、ストライカーとしてトッティの穴を埋めた。CL決勝トーナメント・対レアル・マドリード第2戦ではマンシーニに代わってピッチに立ち、マッチアップしていたペペを退場に追い込むと1点目の起点となり、自身もアディショナルタイムに決勝点を決めた。シーズンオフには新たに移籍金1200万ユーロでローマが保有権を買い取り、完全移籍となった。2008年11月4日のチャンピオンズリーグ・チェルシーFC戦では2得点を記録し勝利に貢献。しかしアーセナルFCとの決勝トーナメント1回戦のPK戦ではPKを外し、チームも敗退した。2010年3月20日のウディネーゼ・カルチョ戦では自身初のハットトリックを記録した。4月18日のSSラツィオとのローマダービーではPKと直接フリーキックで2得点を挙げ、チームの逆転勝利に貢献した。
2010-11シーズンはクラウディオ・ラニエリの解任以前には3トップの一角として、ヴィンチェンツォ・モンテッラの就任後はゼロトップ時代のように左サイドでプレー。2010年9月25日のインテル・ミラノ戦では終了直前にダイビングヘッドで決勝点を挙げた。しかし、2011年4月16日のUSチッタ・ディ・パレルモ戦と4月19日のインテル戦と2戦続けて絶好機でシュートを外して敗戦となり、最終的には10得点を挙げたもののサポーターからは大きなブーイングを受け、クラブもリーグ6位に終わった。
2011年8月1日、ユヴェントスFCに移籍。移籍金は1500万ユーロ。当初の背番号は14番。ユヴェントスではアレッサンドロ・マトリと2トップを形成し、マトリに次ぐ9得点を挙げて9年ぶりのスクデット獲得に寄与した。背番号を9番に変更した2012-13シーズンも連覇の立役者として貢献するも、翌シーズンは自身の負傷とカルロス・テベスやフェルナンド・ジョレンテといったFWにポジションを奪われたことで移籍を志願。2014年1月にフレディ・グアリンとのトレードでインテルへの移籍に迫ったが、自クラブサポーターの反発を恐れたインテル会長エリック・トヒルが交渉の中断を指示したため成立しなかった。その後、アーセナル移籍の噂が浮上したものの結局残留。
2014年7月4日、アル・ジャジーラ・クラブへの移籍が決定した。加入初年度にリーグ戦で25ゴールを挙げ得点王を獲得、リーグの最優秀外国人選手に選出された。2016-17シーズン限りでクラブとの契約が満了しフリーとなった。

### 代表
セルビア・モンテネグロ分裂の際に、著名な選手の多くはセルビア国籍を選択したが、ヴチニッチは故郷のモンテネグロ国籍を選択した。2007年6月4日に行われたEURO2008予選のブルガリア戦でモンテネグロ代表デビュー。代表ではキャプテンを務めている。

## 人物
2013年7月1日にイタリア人女性と結婚。なお、2人の間にはすでに2人の息子がいる。

## タイトル

### クラブ
レッチェ
- カンピオナート・プリマヴェーラ : 2002-03, 2003-04
- コッパ・イタリア・プリマヴェーラ（英語版）: 2002

ローマ
- スーペルコッパ・イタリアーナ : 2007
- コッパ・イタリア : 2007, 2008

ユヴェントス
- セリエA : 2011-12, 2012-13, 2013-14
- スーペルコッパ・イタリアーナ : 2012, 2013

アル・ジャジーラ
- UAEプレジデントカップ : 2016

### 個人
- モンテネグロ年間最優秀サッカー選手賞 : 7回 (2006, 2007, 2008, 2010, 2011, 2012, 2013)
- アラビアン・ガルフ・リーグ得点王 : 2014-15（25得点）
- アラビアン・ガルフ・リーグ年間最優秀外国人選手 : 2015

## 関連人物
- パンタレオ・コルヴィーノ（※レッチェ時代にヴチニッチをスカウトした人物。）